# Hale no sola sita〜LA YELLOW SAMBA〜
「Hale no sola sita〜LA YELLOW SAMBA〜」（はれのそらした ラ・イエロー・サンバ）は、2002年7月17日に発売された、日本のジャズバンドPE'Zの1枚目のシングル。

## 解説
表題曲「Hale no sola sita〜LA YELLOW SAMBA〜」は、格闘家瀧本誠の入場曲に使用されている。
「Hale no sola sita〜LA YELLOW SAMBA〜」MVのみ「PE'ZのVideo集」に収録されている。

## 収録曲
1. Hale no sola sita〜LA YELLOW SAMBA〜
  - 作曲：Ohyama"B.M.W"Wataru & ヒイズミマサユ機
2. Partition no.2
  - 作曲：Ohyama"B.M.W"Wataru
  - WOWOW『エキサイトマッチ〜世界プロボクシング』イメージソング
3. TAXI DRIVER THEME
  - 作曲：Herrmann Bernard
4. across you
  - 作曲：Ohyama"B.M.W"Wataru & ヒイズミマサユ機
  - NHK-BS2『新・真夜中の王国』オープニングテーマ

## 収録アルバム
1. Hale no sola sita〜LA YELLOW SAMBA〜
  - 「九月の空-KUGATSU NO SORA-」「PE'Z BEST 1ST STAGE「藍」」
  - リミックスアルバム「PE'Z COLOR VOL.1」ではFantastic Plastic Machineがリミックス
2. Partition no.2
  - 「PE'Z BEST 1ST STAGE「藍」」
3. TAXI DRIVER THEME
  - なし
4. across you
  - 「九月の空-KUGATSU NO SORA-」「PE'Z BEST 1ST STAGE「藍」」
  - リミックスアルバム「PE'Z COLOR VOL.1」ではJazztronikがリミックス